# Artis (Zoo)
Koordinaten: 52° 21′ 58,3″ N, 4° 54′ 57,4″ O
Natura Artis Magistra (lat. für: „Die Natur ist die Lehrmeisterin der Kunst“), kurz Artis, ist der zoologische Garten der niederländischen Hauptstadt Amsterdam.
Im Park gibt es circa 8200 Tiere in 786 Arten. Er beherbergt ein zoologisches und ein geologisches Museum, ein Planetarium, ein Aquarium, ein Insektarium, die Dauerausstellung über Bakterien und Viren "Micropia" und eine Brutstation. Im Garten befinden sich eine Vielzahl an Pflanzen, darunter ein großer Bestand an alten Bäumen. Die Fußwege und die monumentalen historischen Gebäude haben ihr Aussehen aus dem 19. Jahrhundert bewahrt. In dem im modernen Stil errichtete Gebäude „De twee cheetahs“ (Die zwei Geparden) befindet sich ein Restaurant.

## Geschichte
Der Zoo wurde 1838 von Gerard Westerman, J.W.H. Werlemann and J.J. Wijsmuller (auch als die drei Ws bekannt) gegründet. Anfangs war der Park nur Mitgliedern zugänglich. Im Jahre 1851 wurde der Öffentlichkeit der Zugang zum Gelände während des Monats September ermöglicht. Ab dem Jahre 1920 war der Zoologische Garten ganzjährig für Öffentlichkeit zugänglich. Gerad Westerman sah Artis als die Verwirklichung des Zeitgeistes der Aufklärung. Von Anfang an umfasste daher die Sammlung neben lebenden Tieren und Pflanzen, auch eine literarische, zoologische, geologische und botanische Sammlung.

## Historische Gebäude
Auf dem Gelände stehen 27 historische Gebäude, darunter auch exotische Häuser anderer Ethnien bzw. besonderer, durch andere Kulturen beeinflusster Architektur.

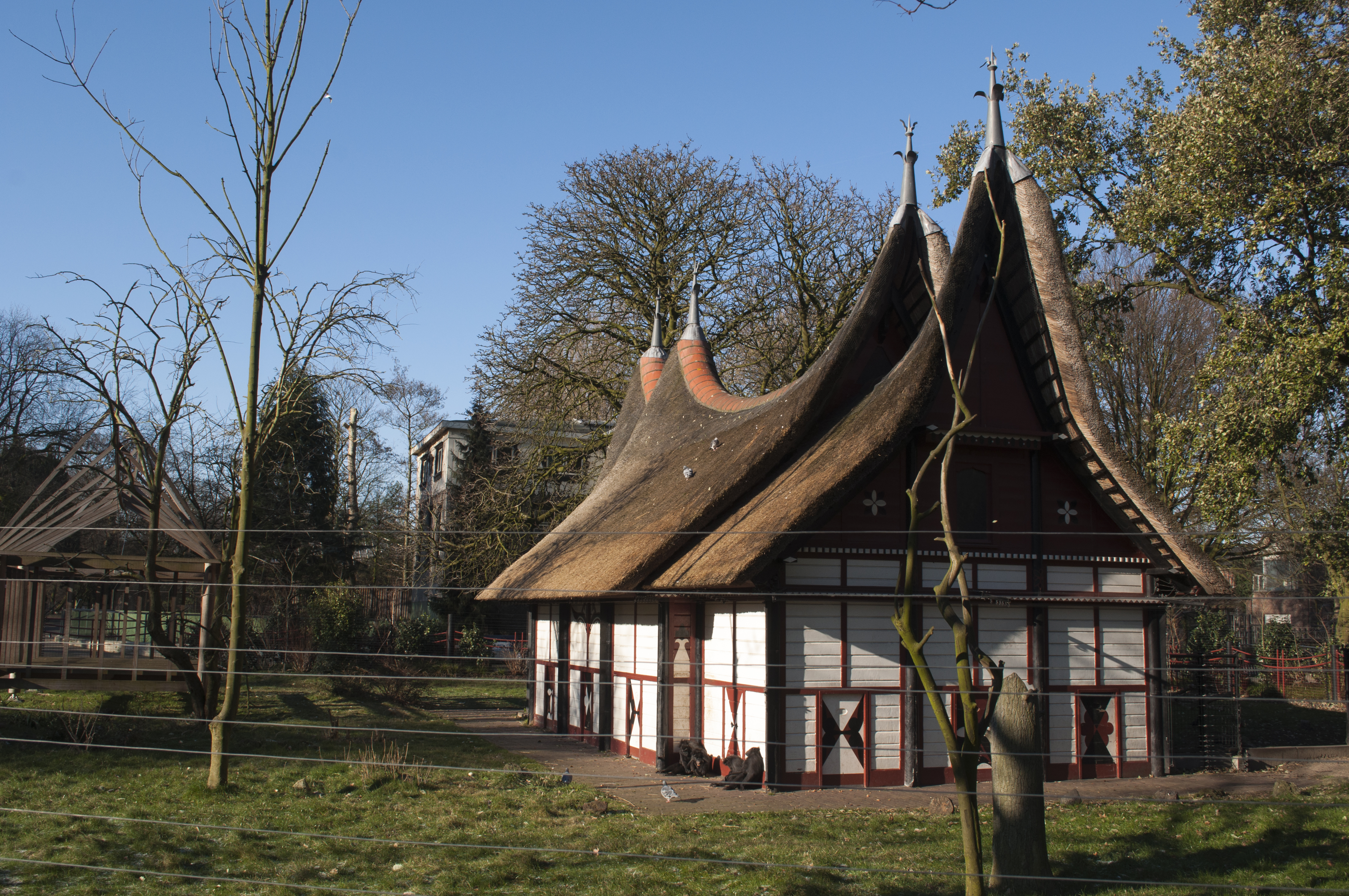
Minangkabauhuis
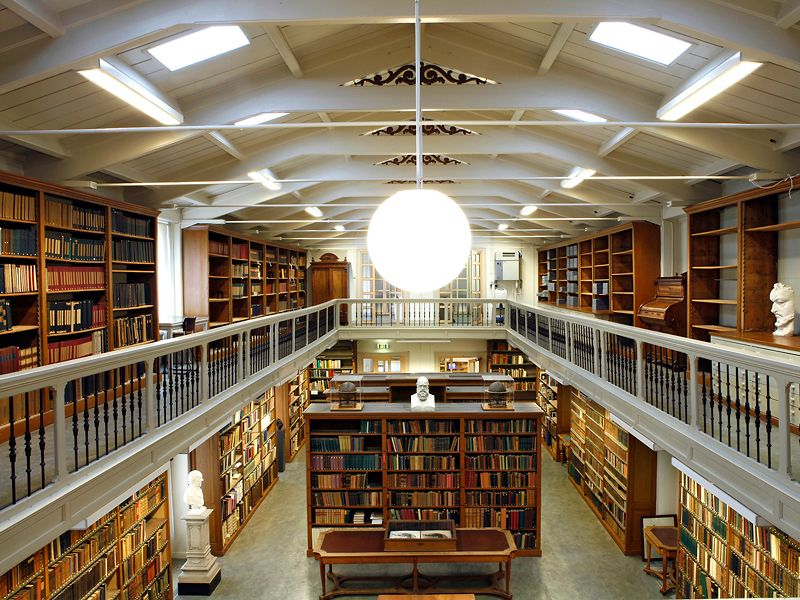
Artis’ Bibliothek
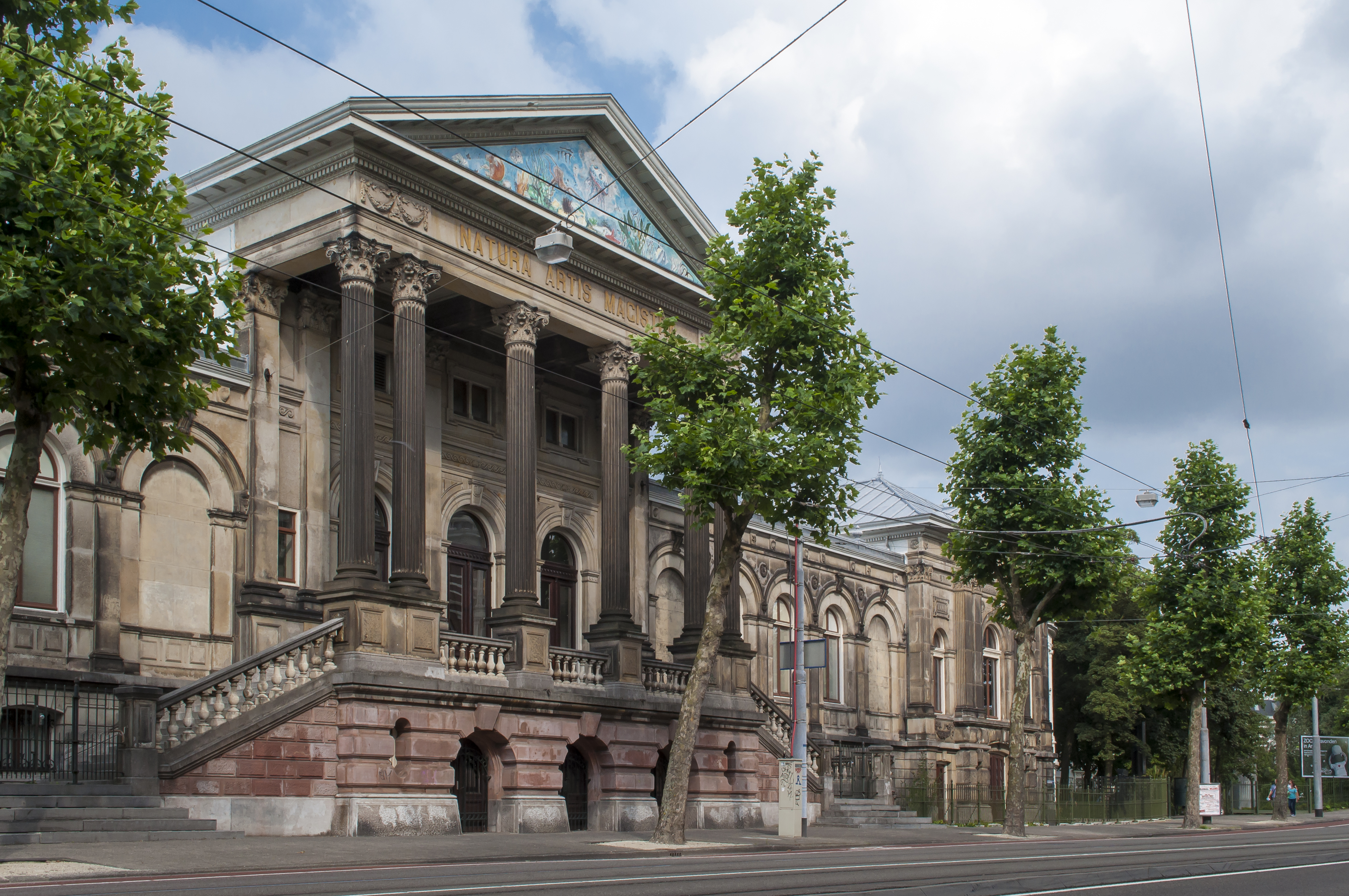
Aquarium – Straßenansicht
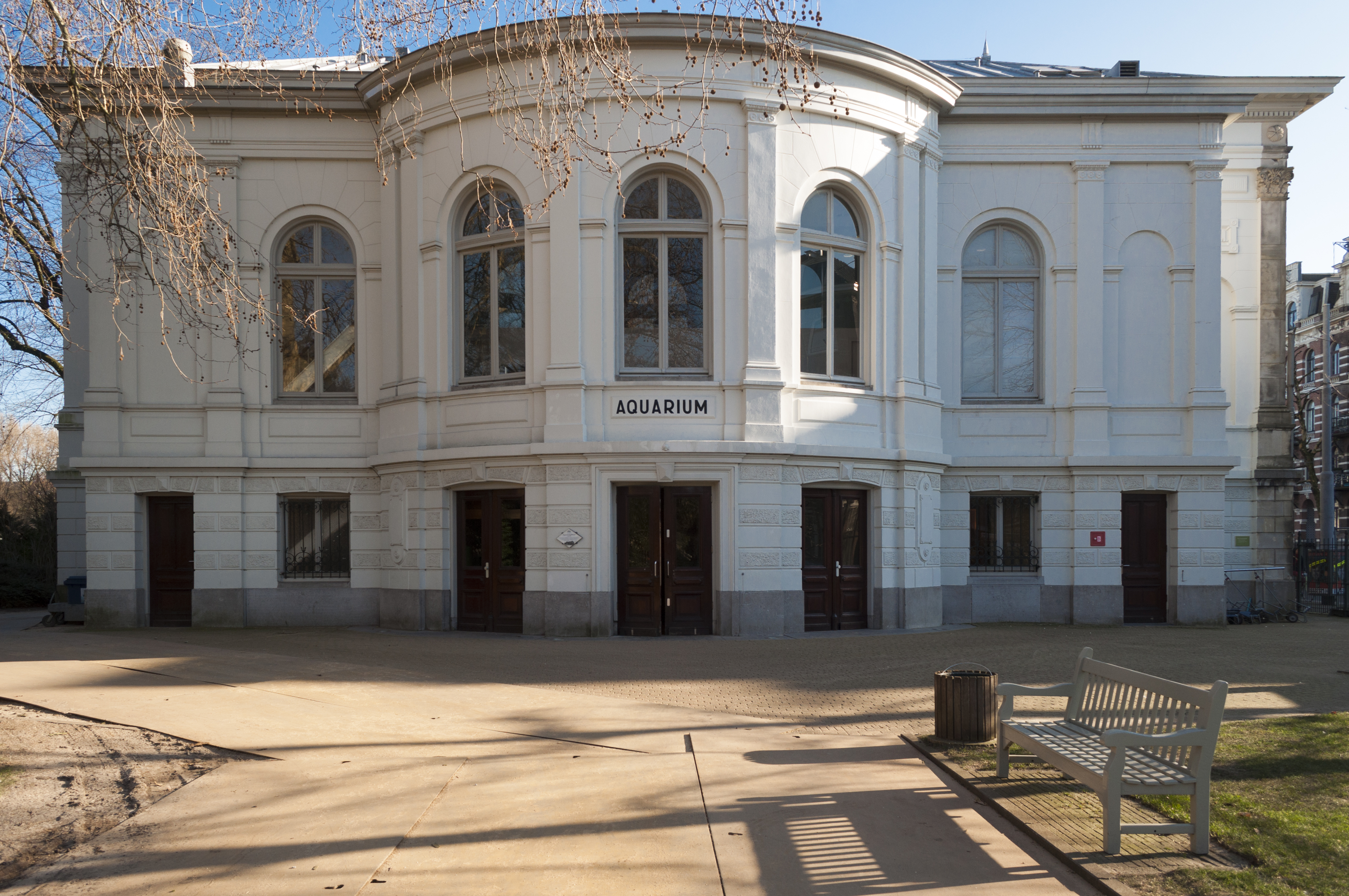
Eingang des Aquariums

### Ehemalige Anlagen
Es gab ein Prähistorisches Museum, welches der Dauerausstellung der geologischen und prähistorischen Sammlung (Stegosaurusskelett, Triceratopsschädel, Skelett einer Stellerschen Seekuh, Riesenhirschskelett, Megaceropsschädel, Mammutstoßzahn) diente.

### Sammlungen
Die Prähistorische Sammlung, welches früher mal in einem separaten Gebäude war, wurde nach Naturalis in Leiden abgegeben. Im neuen zoologischen Museum wurde es wieder aufgebaut. Ein Teil der zoologischen Sammlung wurde an Naturalis in Leiden abgegeben. Der restliche Bestand wird im zoologischen Museum ausgestellt werden. In der Bibliothek findet man die literarische Sammlung.

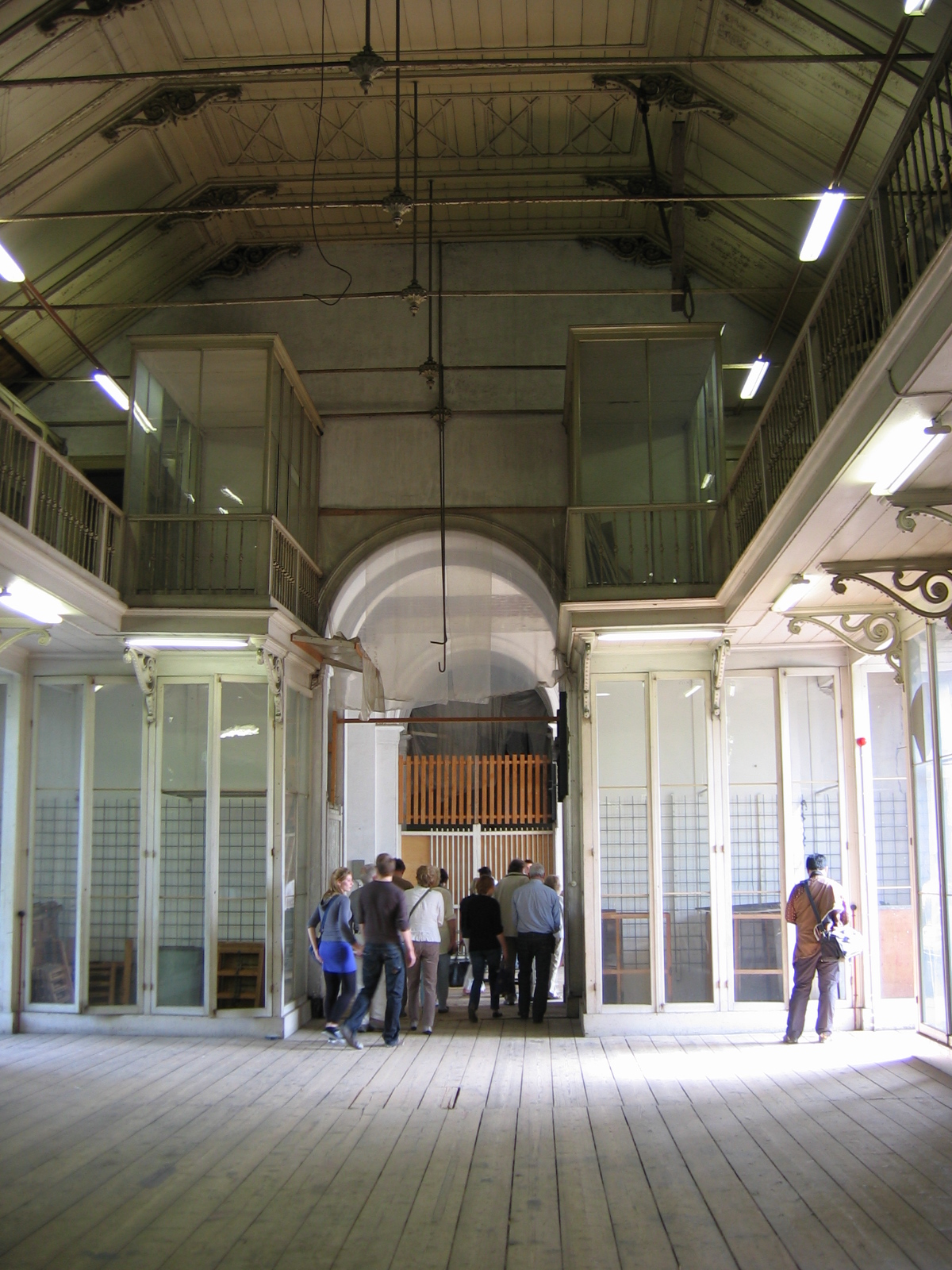
Zoologisches Museum – noch unbebaut
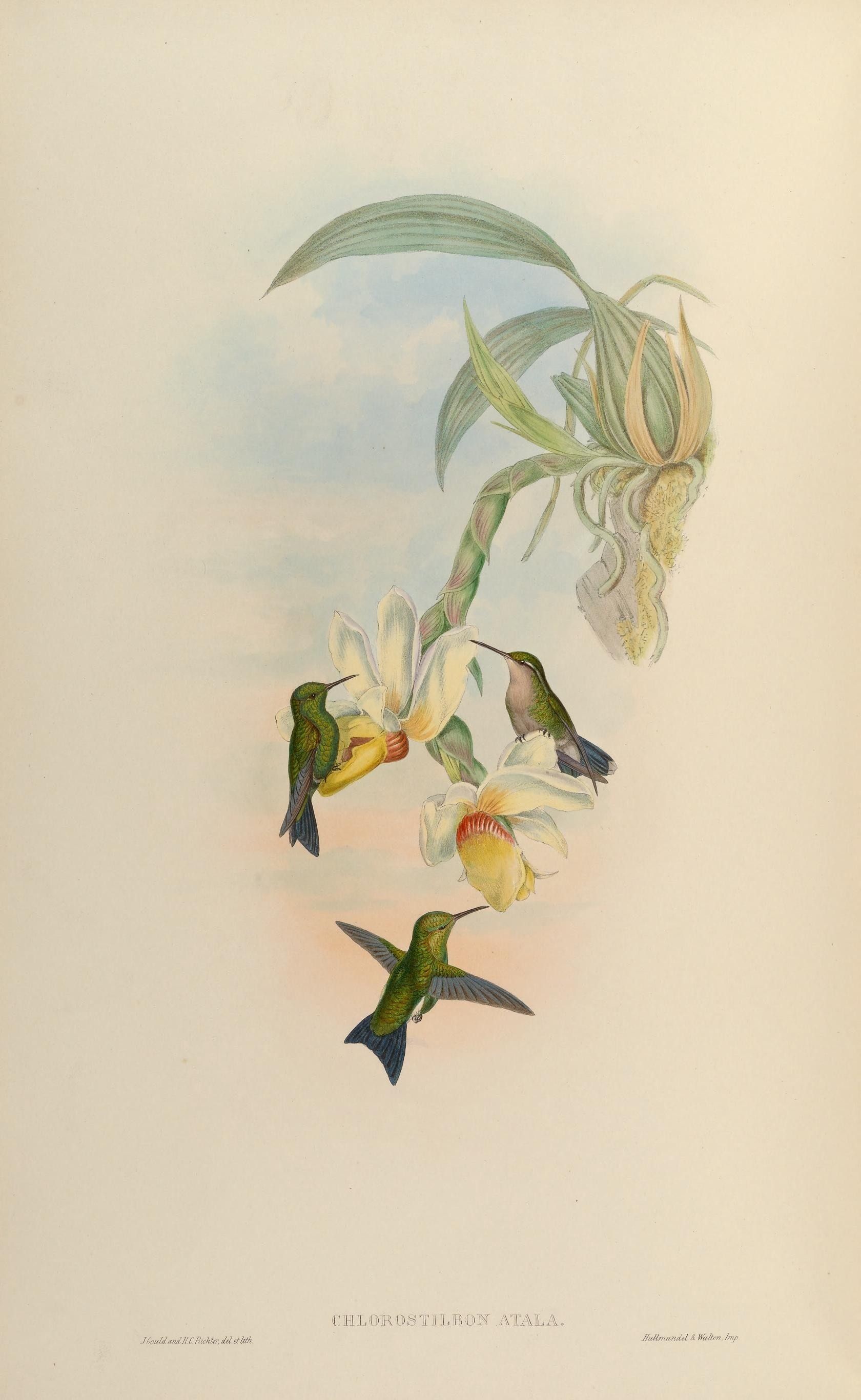
Monografie Trochilidae – Kolibris
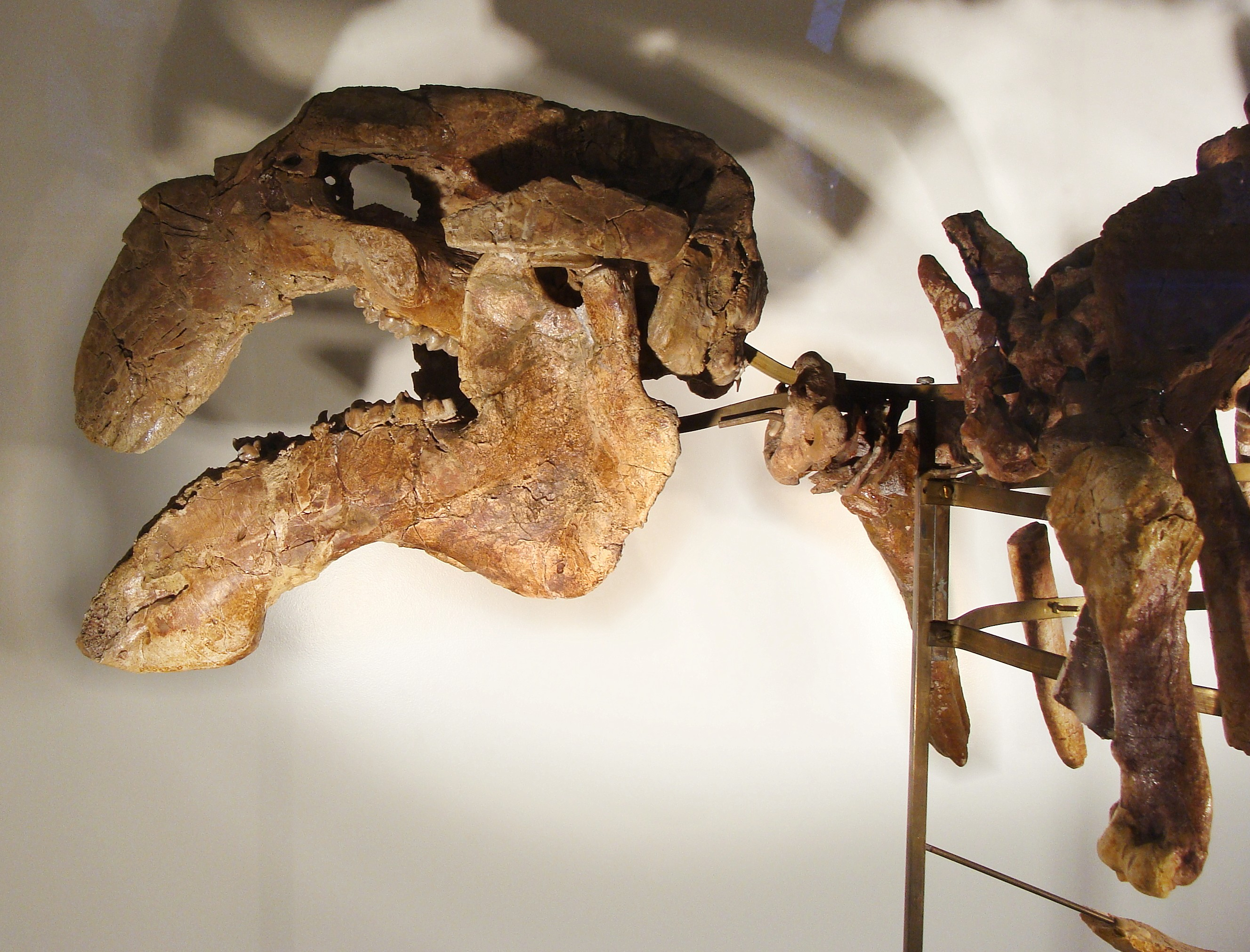
Skelett einer Stellerschen Seekuh
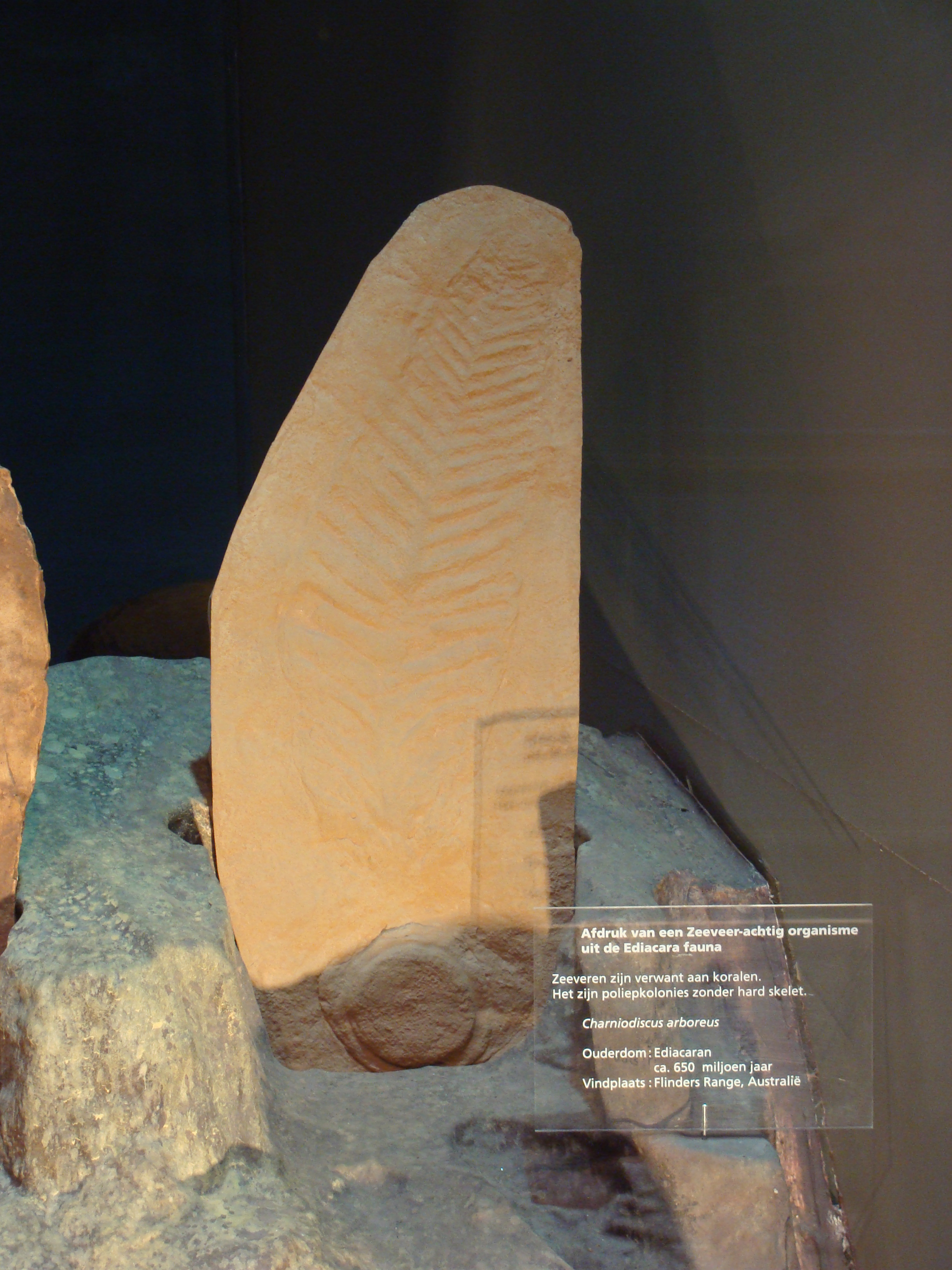
Charniodiscus arboreus
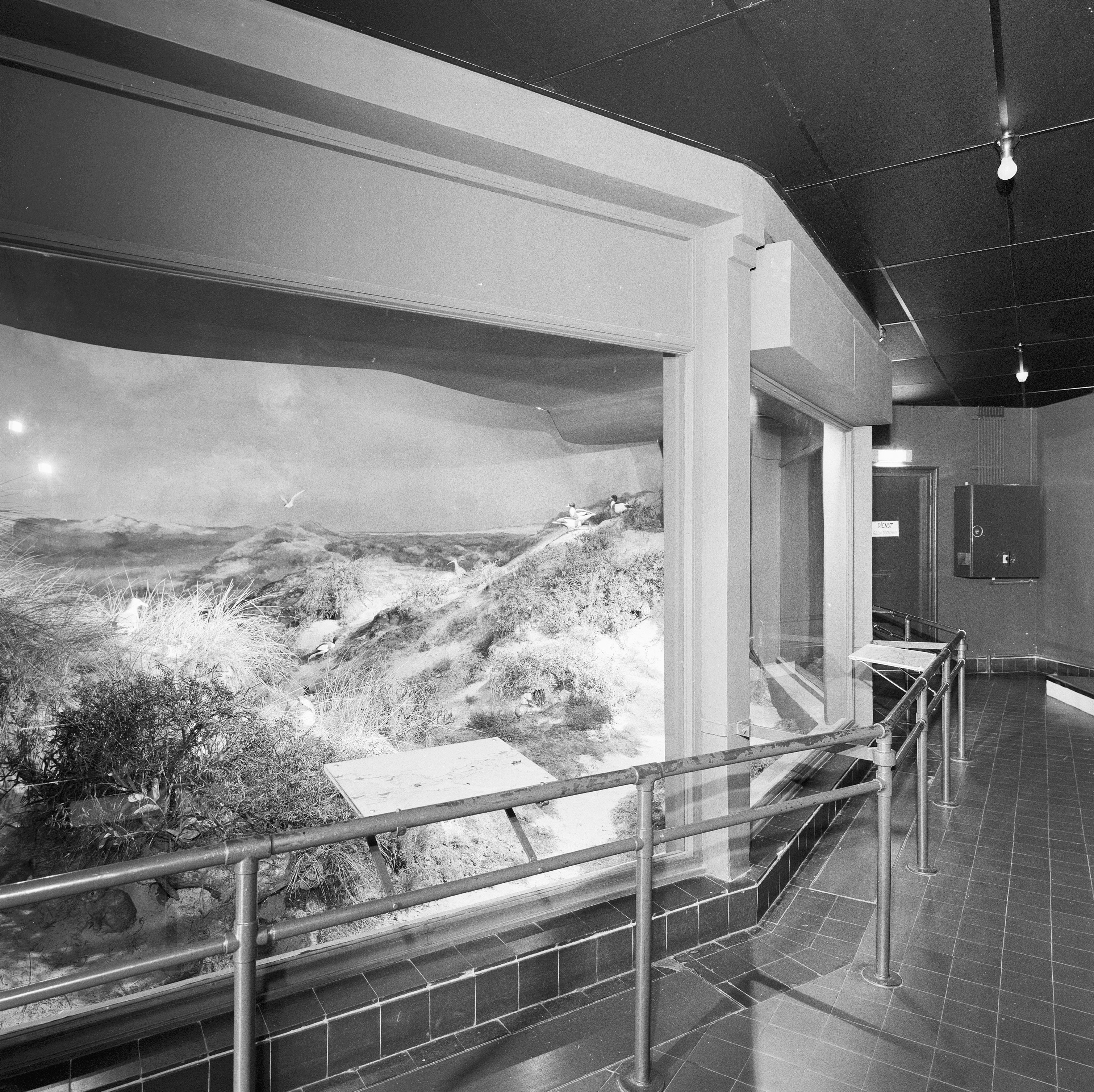
Heijmans Diorama – Dünenlandschaft
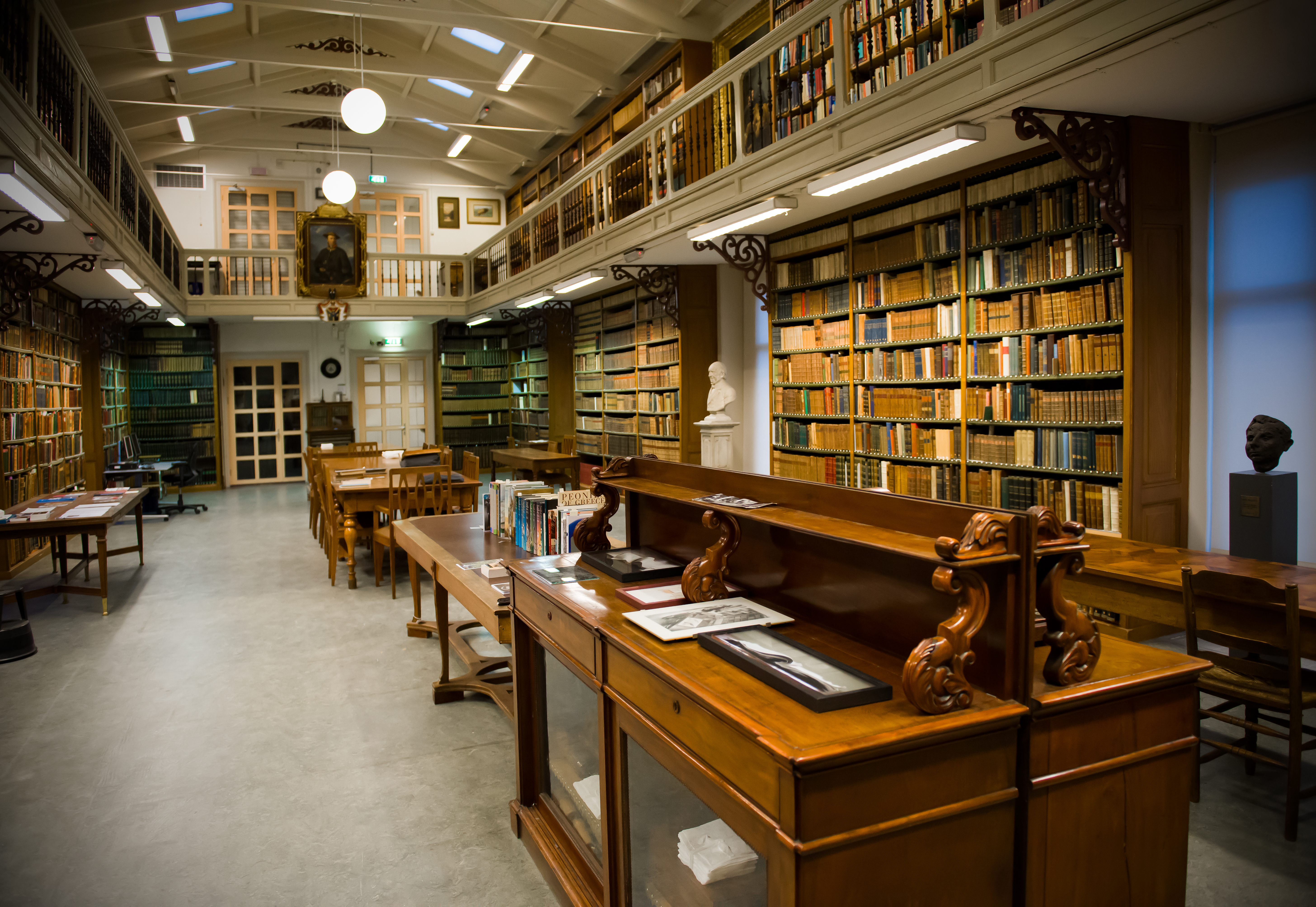
Artis’ Bibliothek – Literarische Sammlung

## Zoologische Anlagen
- Exotische Nutztiere – (Hauskamel, Hausrentier, Alpaka, Watussirind, Zwergesel)

- Bauernhof – Nutztiere Europas – (Kunekune, Shropshire, Kamerunschaf, Holländische Geit, Anglo-Nubier Ziege,  Galloway, Gans, Ente, Pute, Hühner, Tauben, ehemals auch Zwartebless Schafe, Göttinger Minischwein)

- Brutstation – Aufzucht von Küken.

- Weidevogelanlage – Wattvögel – (Löffler, Knäckente, Kiebitz, Kampfläufer, Brachvogel, Rotschenkel)

- Affenfels und Affeninsel – Primaten – (Rotgesichtsmakak, Gelbwangengibbon, Roter Vari)

- Affenhaus – hauptsächlich Primaten – (Weißkopfsaki, Zwergseidenäffchen, Weißgesichtsseidenäffchen, Faultier, Kurzkopfgleitbeutler, Bodenkuskus Blattnase, Fasan, Leguan)

- Vogelhaus – Vögel – (Beringstrandläufer, Kragentaube, Madagaskarweber, Kräuselhaubenperlhuhn, Inkaseeschwalbe, Waldrapp, Jahrvogel, Doppelhornvogel, Halsbandliest, Schildturako)

- Terrarium – Reptilien und Amphibien – (Komodowaran, Sundgavial, Netzpython, Gürtelschweif, Callagur-Schildkröte, Dickhalsschildkröte, Gebänderter Fidschileguan, Schwarzleguan, Segelechse, Krustenechse, Scheltopusil, Kobra, Klapperschlange)

- Raubtierterrasse und Raubtiergalerie – (Löwe, ehemals auch Tiger, Jaguar, Luchs, Leopard, Serval, Fossa)

- Kleinsäugerhaus – Kleinsäuger- (Zwergmanguste, Gundi, Mausmaki, Kurzohrrüsselspringer, Schönhörnchen, Zwergotter, Stachelschwein, Katta, Potto, Margay, Klippschliefer, Binturong, Buntmarder)

- Pampasanlage – (Vicunia, Lama, Flachlandtapir, Pamapashase, Ameisenbär, Capybara, Jaguar, Tschaja, Chileflamingo)

- Fasanerie – Vögel – (Riesentukan, Hammerkopf, Blaukehlara, Scharlachsichler, Van-der-Decken-Toko, Satyr-Tragopan, ehemals auch Kammtalegalla)

- Bärenanlage – Bären – (Nasenbären und Mandrill, ehemals Eisbär, Brillenbär und Lippenbär)

- Artis Aquarium – Fische, Wirbellose und Amphibien – (Amsterdamer Grachtenbecken, Amazonas, Korallenatoll, Korallenriff, Lungenfisch, Historische Halle, Süßwasserbecken, Salzwasserbecken, Amphibiengallerie)

- Pinguinanlage und Seelöwenanlage (Brillenpinguin, Basstölpel und Kalifornischer Seelöwe)

- Butterflypavilion – Schmetterlinge – (Atlasspinner, Glasflügelfalter, Morphofalter, Hamadryasfalter, Bananefalter, Heliconiusfalter, Kolibri, Wachtel)

- Mentzlerhalle – Fauna und Flora Borneos – (Orchideen, Fruchttaube, Kragentaube, Kleinkantschil, Tupaja)

- Insektarium – Insekten und Spinnenartige – (Polynesische Landschnecken, Fregatinselkäfer, Rosenkäfer, Dominokäfer, Gespentheuschrecke, Apfelschnecken, Geißelspinne und Vogelspinnen, ehemals auch Ameisenlöwen und Termiten)

- Gorillahaus – Warmhaus – (Westlicher Flachlandgorilla, Dianameerkatze, Aldabra-Riesenschildkröte, Nashornleguan, Spaltenschildkröte ehemals auch Nagelmanati und das Flusspferd Tanja)

- Savannenanlage – afrikanische Savannentiere – (Netzgiraffe, Grevyzebra, Spießbock, Säbelantilope, Großer Kudu, Springbock, Erdmännchen, Blauhals-Strauß, Helmperlhuhn, ehemals auch Weißschwanzgnu und Klippspringer)

- Elefantenanlage – (Asiatischer Elefant)

- Geiervoliere – europäische Geier – (Schmutzgeier, Gänsegeier, Mönchsgeier)

- Schimpansenhaus – (Schimpansen, Gelbwangenschildkröte)

- Tongkonan – Fauna Sulwasis – (Schopfmakak, Tiefland-Anoa)

- Wolfshaus – Wildhunde – (Afrikanischer Wildhund, Waschbär, Farbmaus)

- Ruinen – europäische Greifvögel – (Schneeeule, Steinkauz, Turmfalke, Nachtreiher)

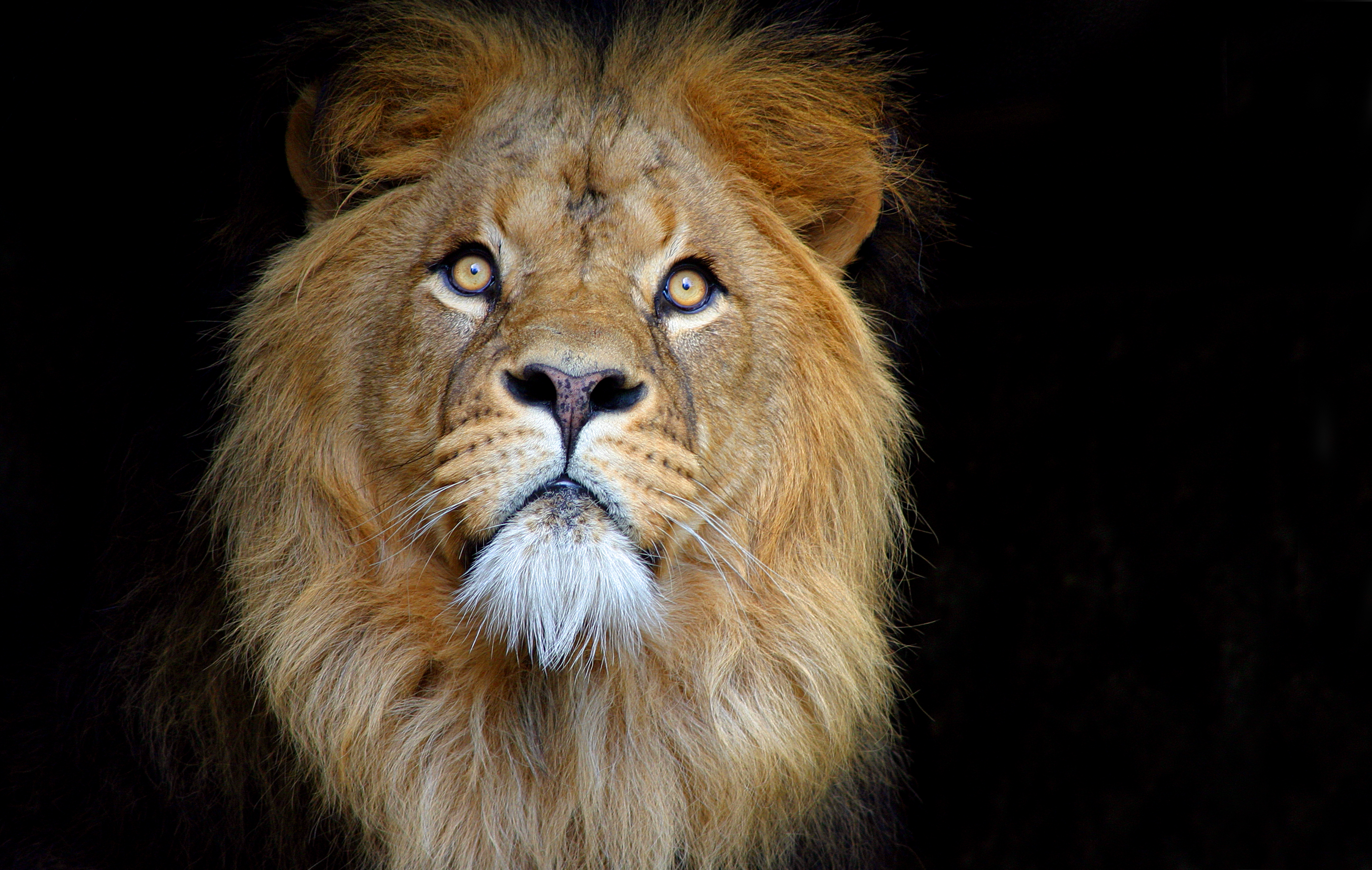
Löwe
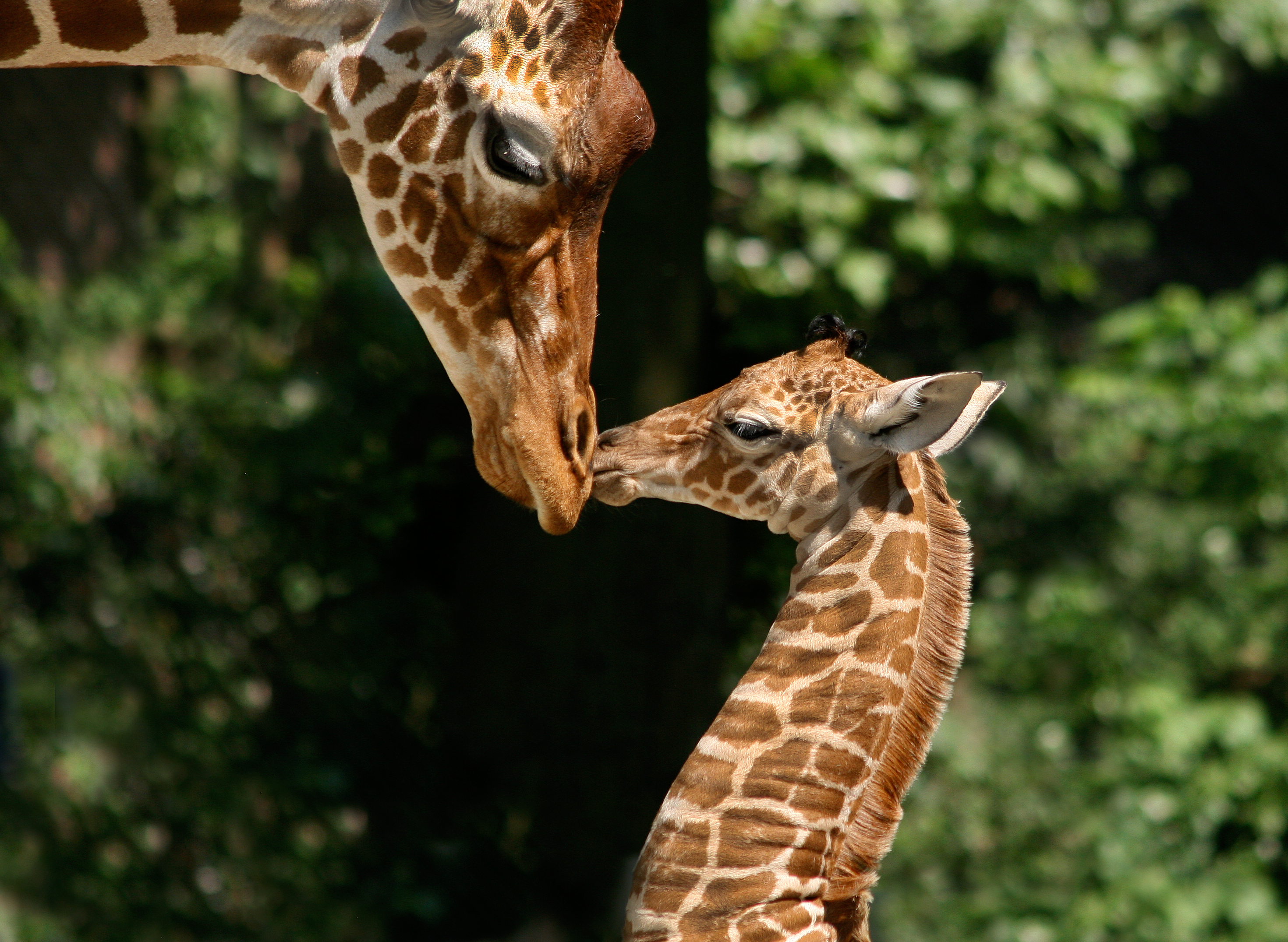
Giraffenmutter mit Kalb
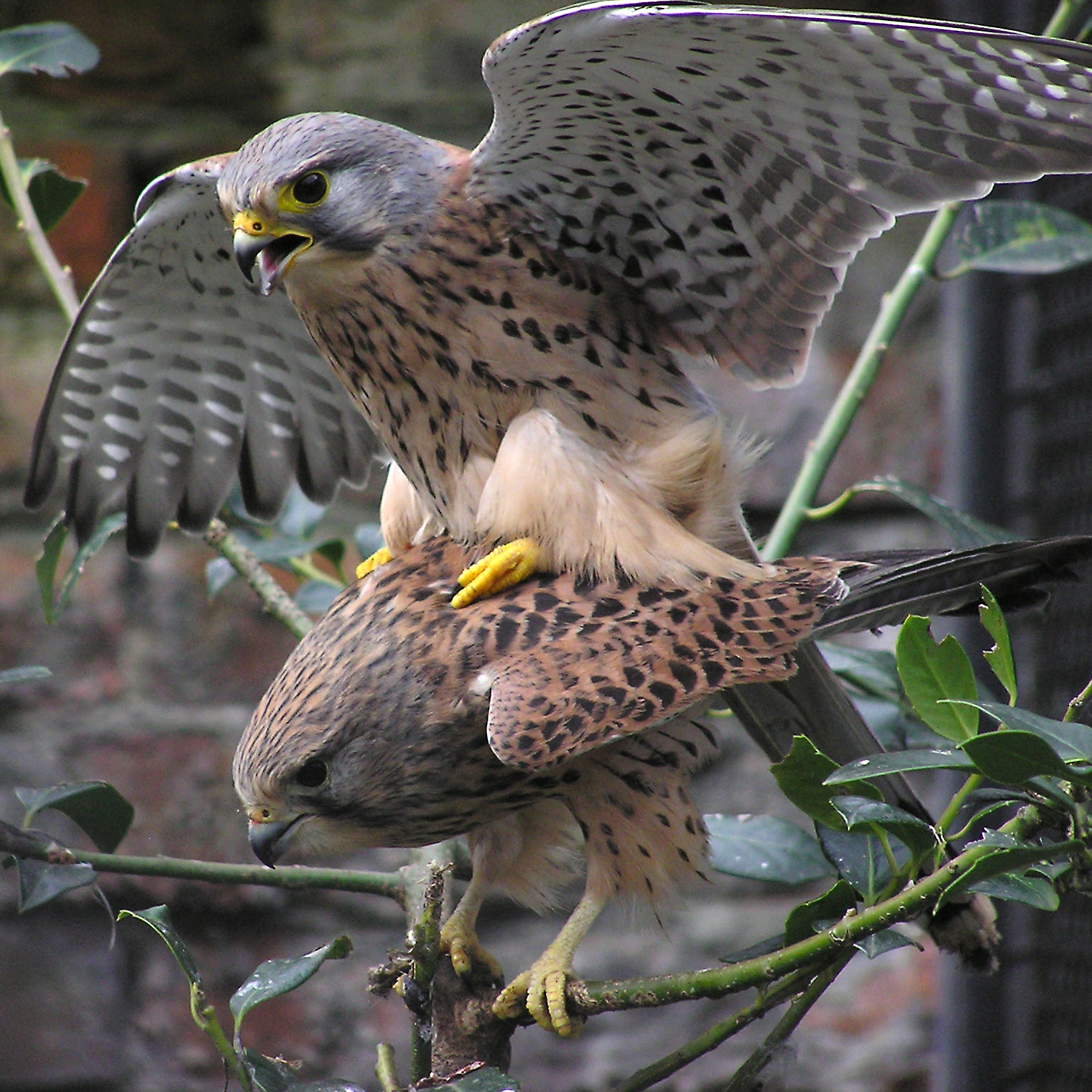
Falkenpärchen
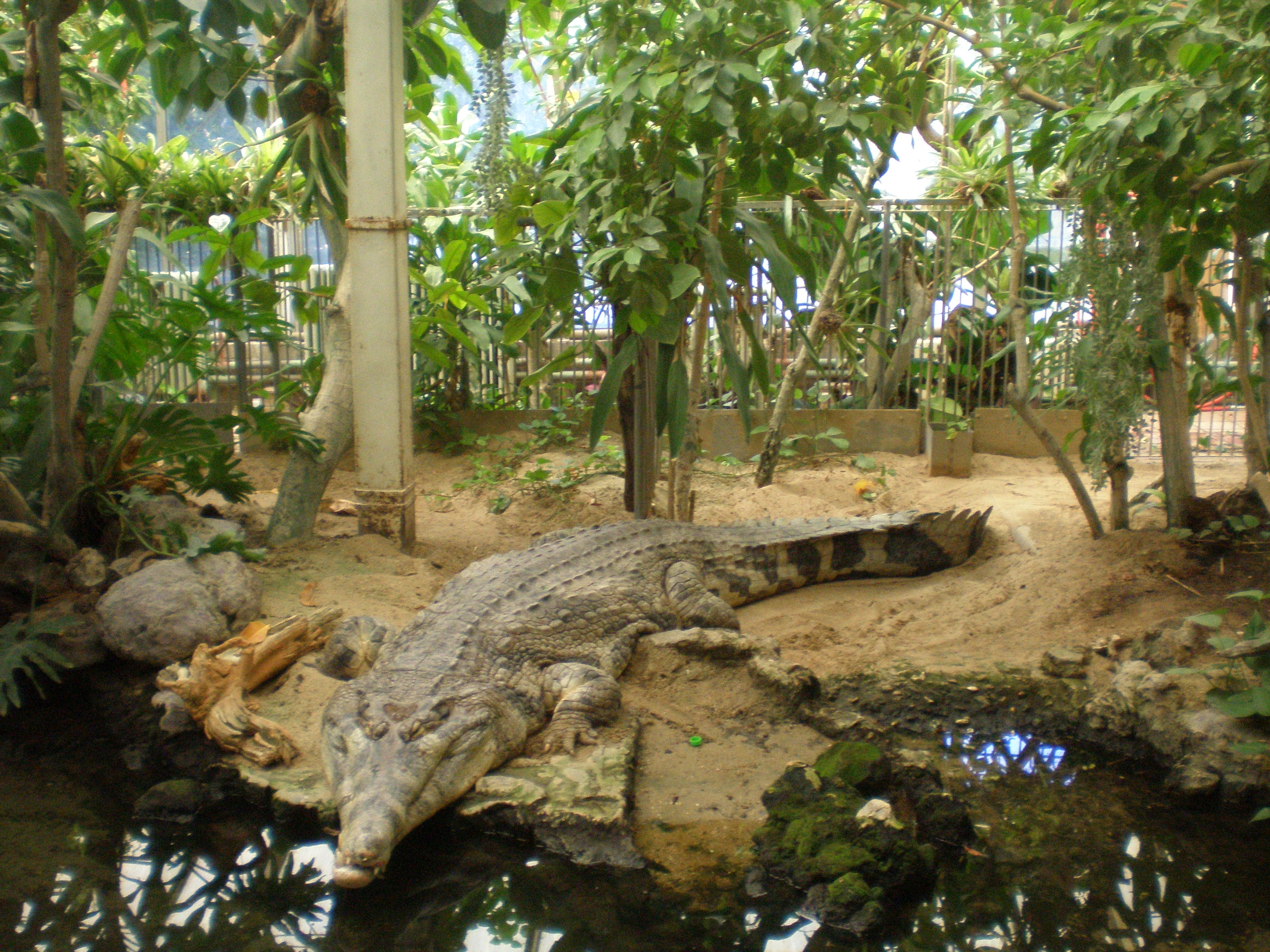
Sundagavial
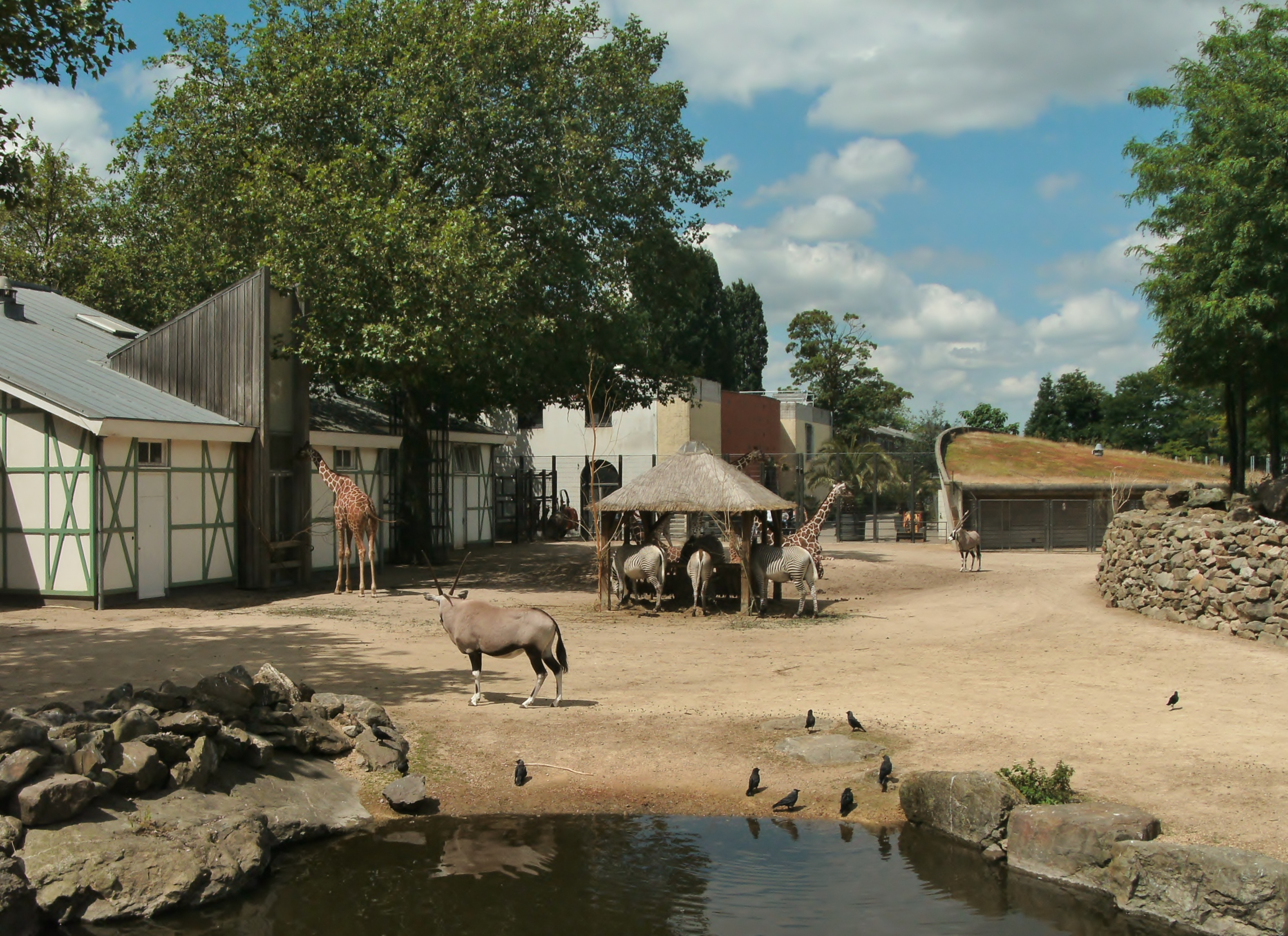
Savannenpanorama
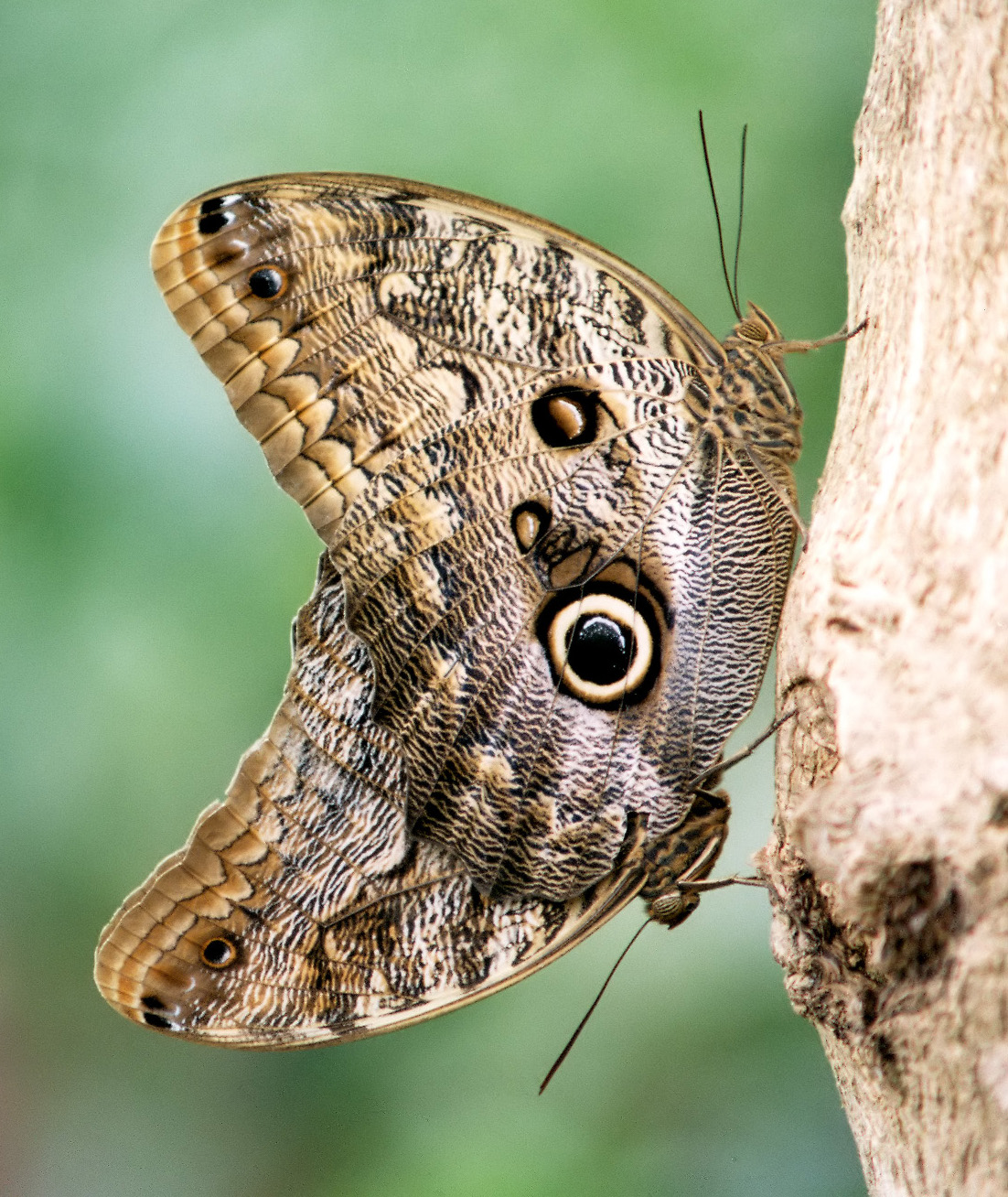
Bananenfalter
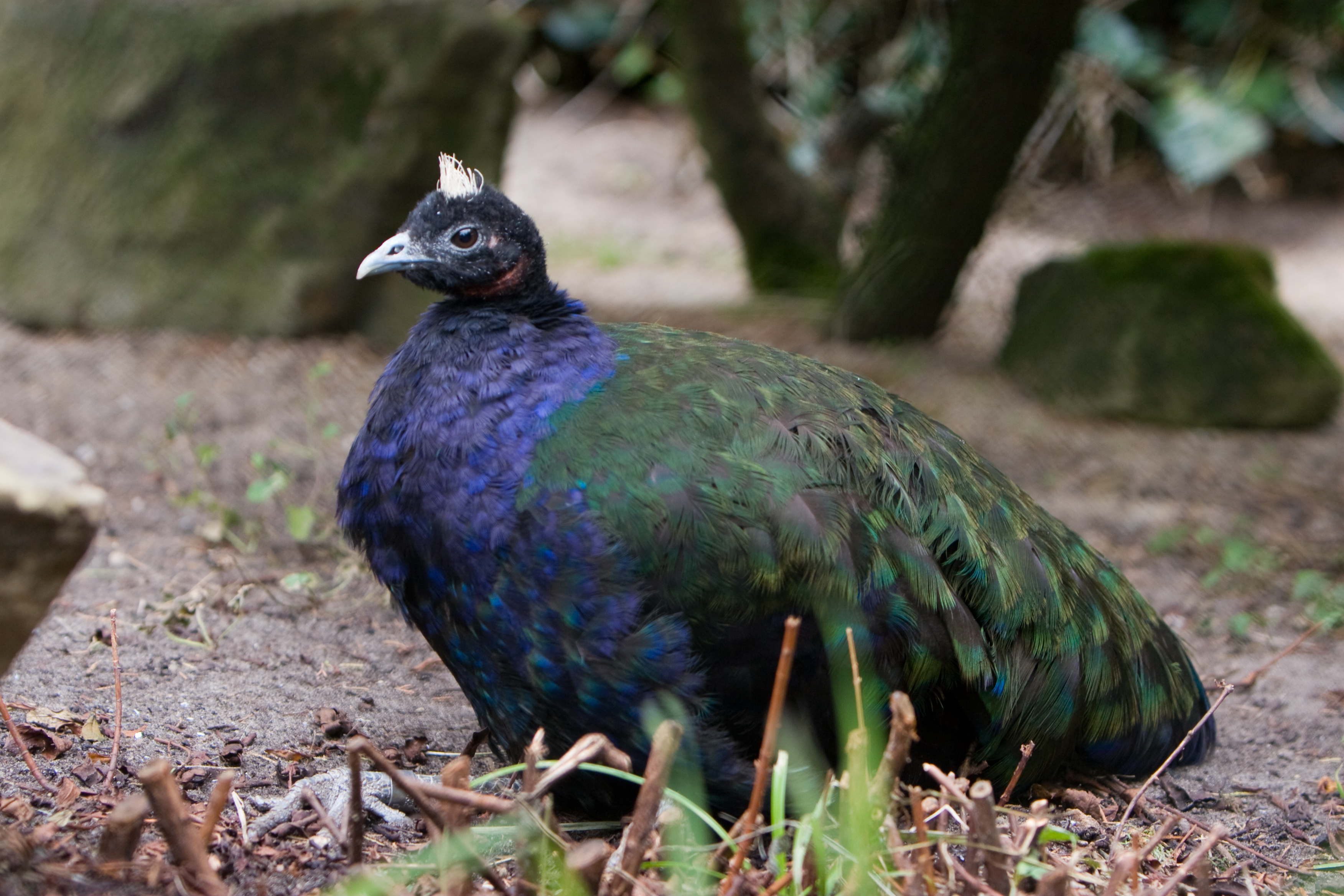
Kongopfau
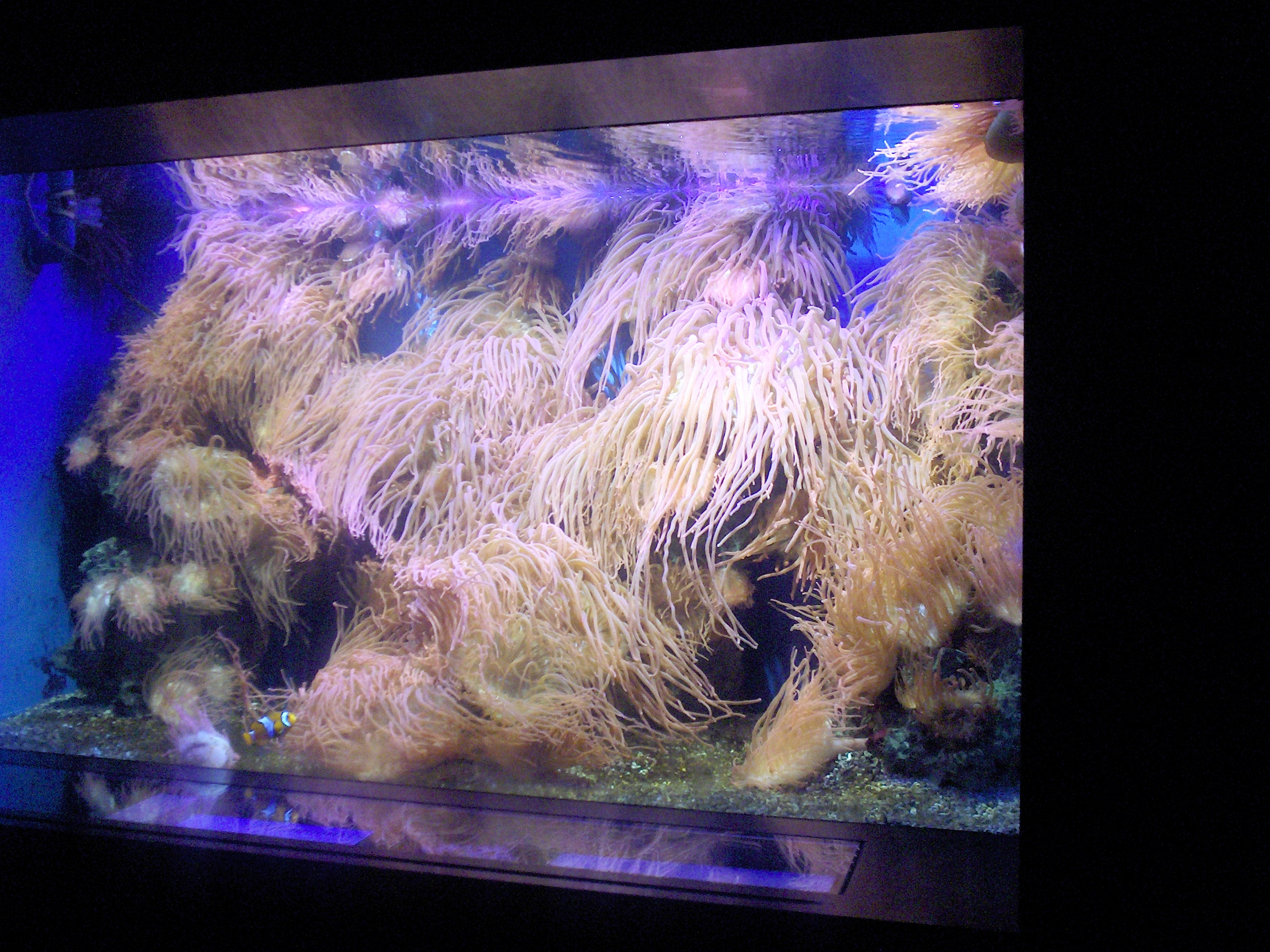
Anemonenbecken

## Kunst
Schon bei der Gründung von Artis spielte Kunst als Teilstück der Philosophie der Beantwortung aller grundlegenden Fragen des Seins eine Rolle, was sich auch im Namen des Gartens widerspiegelt. Viele Künstler wie Max Liebermann schufen im Artis Zoo Werke, die teilweise heute noch im Park ausgestellt sind.

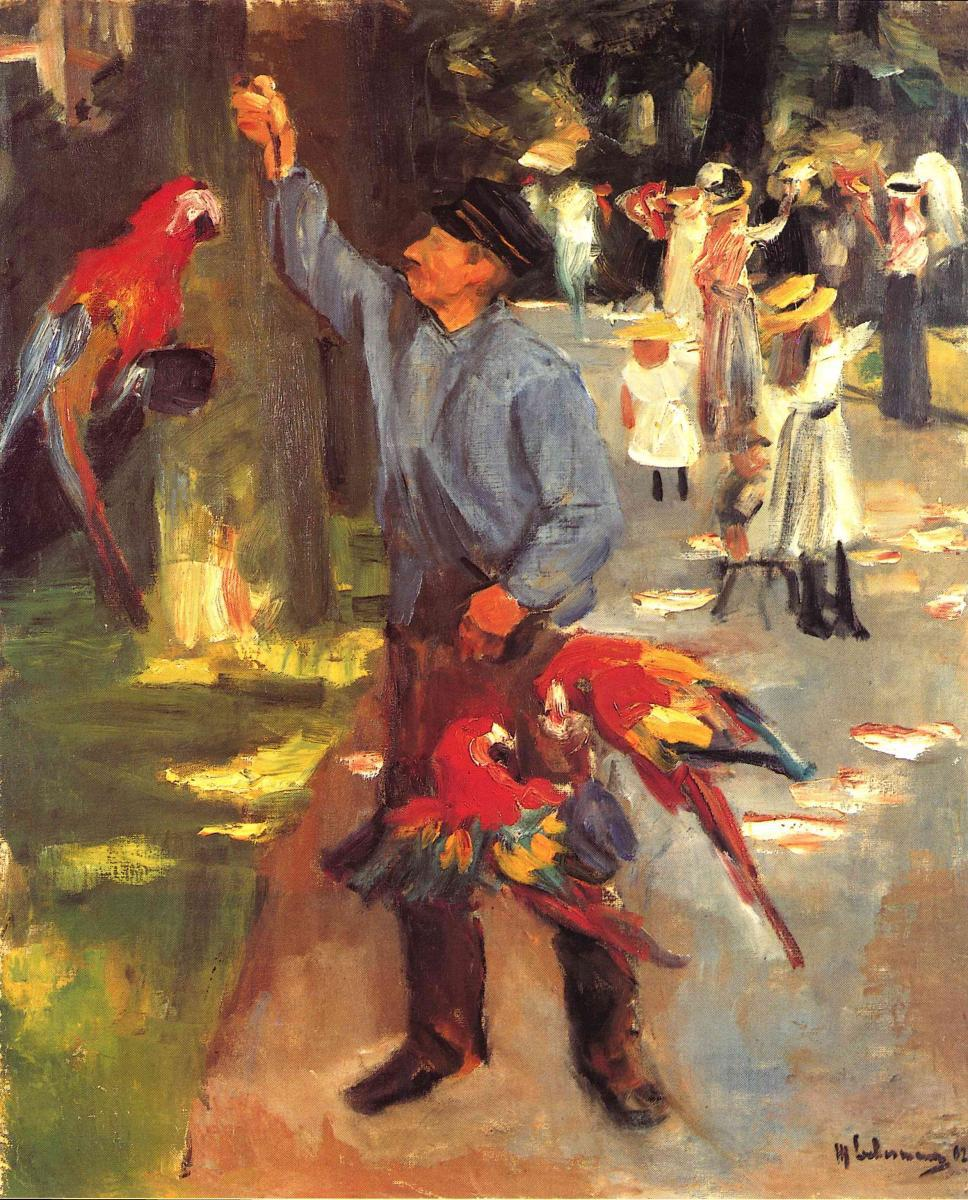
Der Papageienmann – Max Liebermann (1902)
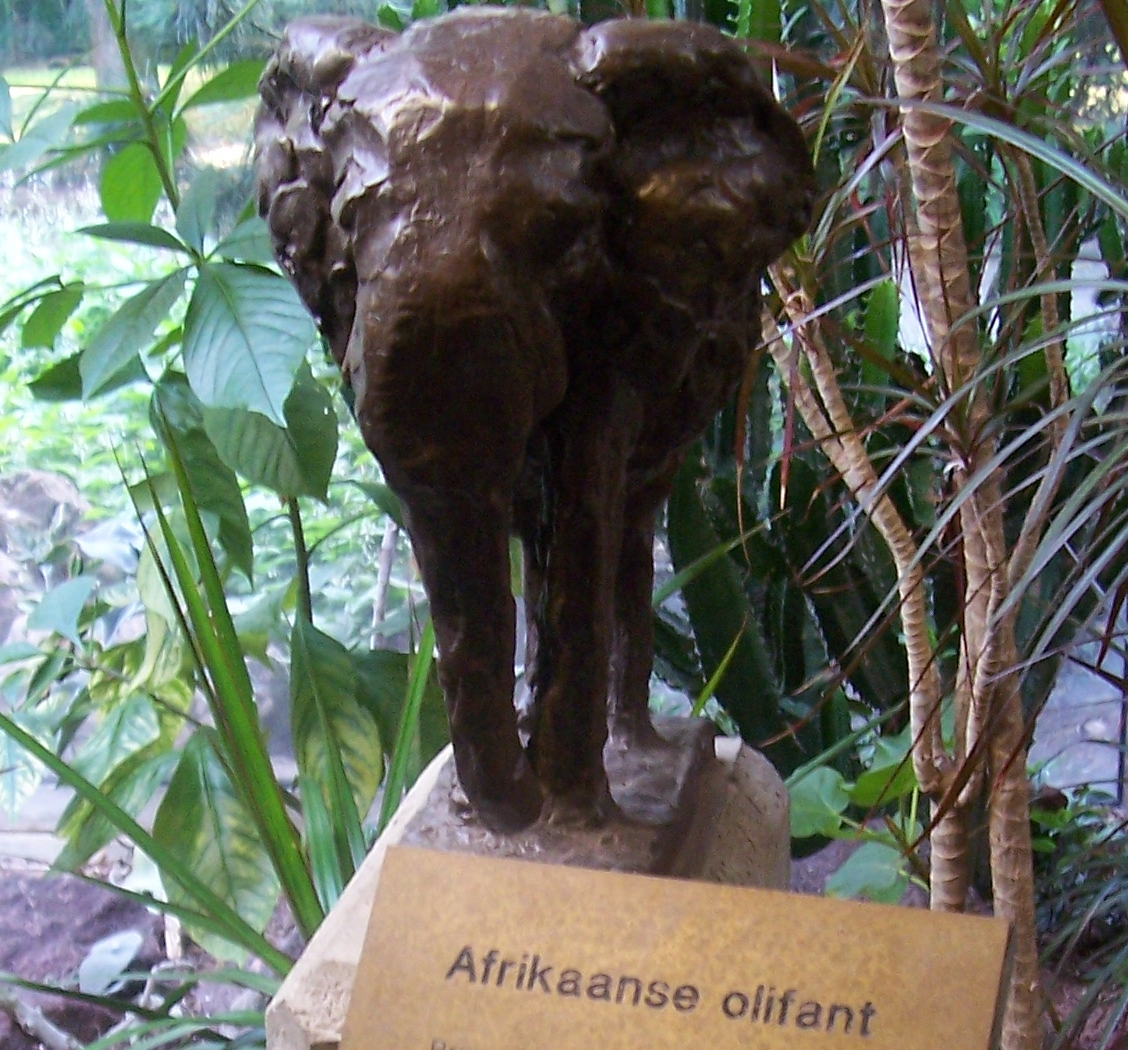
Afrikanischer Elefant
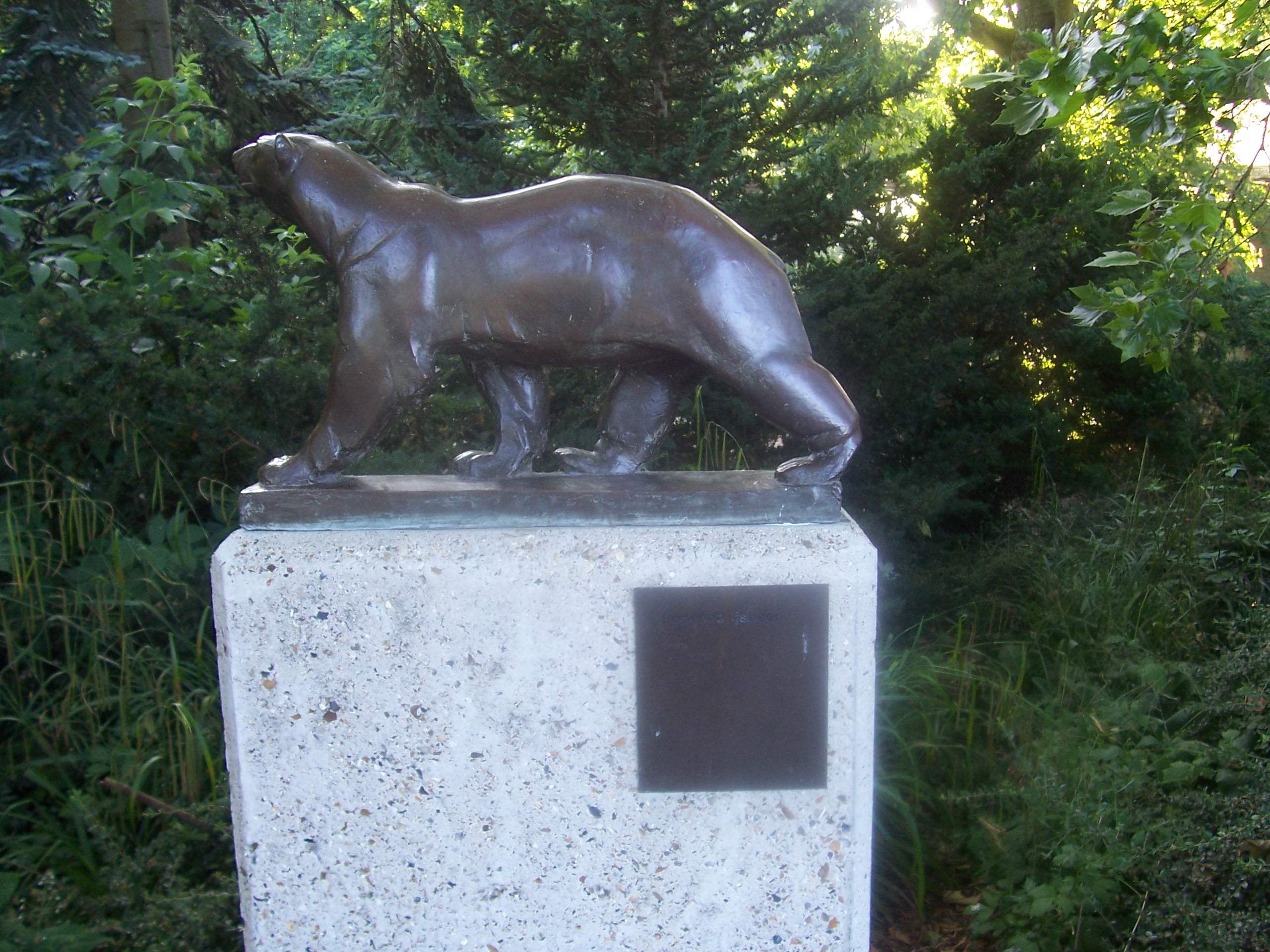
Laufender Eisbär (1977)
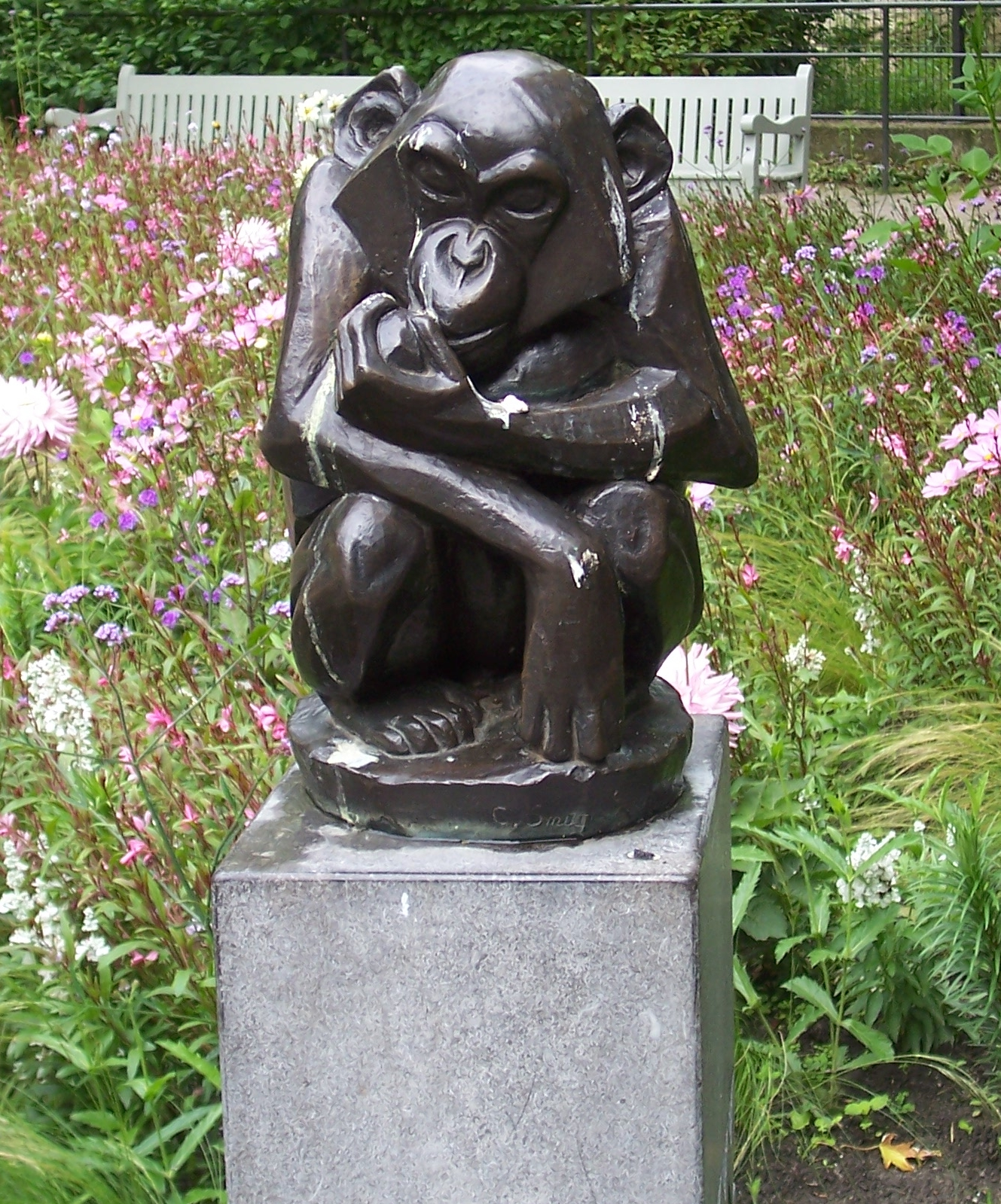
Zwergschimpanse Mafuka
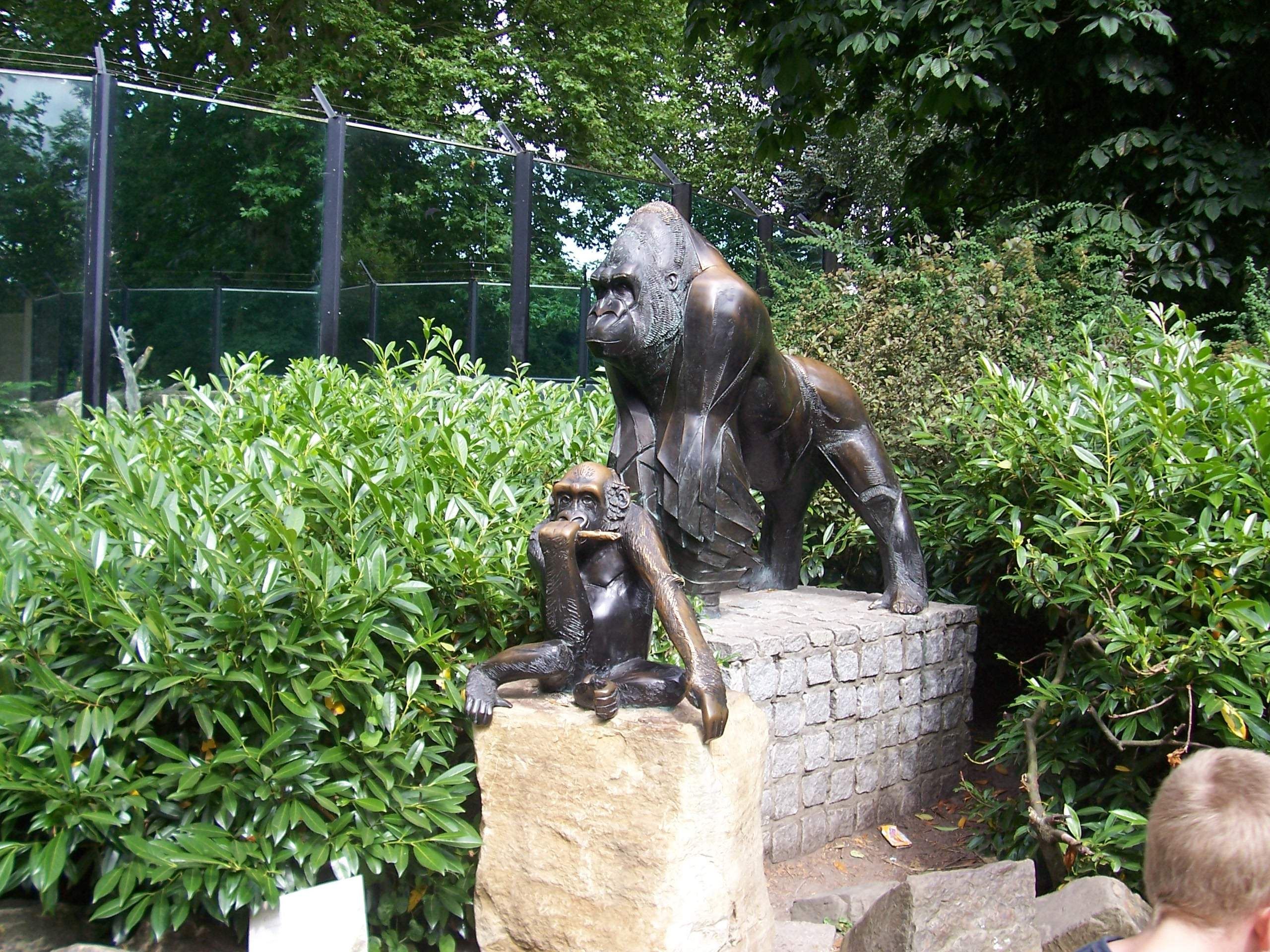
Gorilla mit Jungen
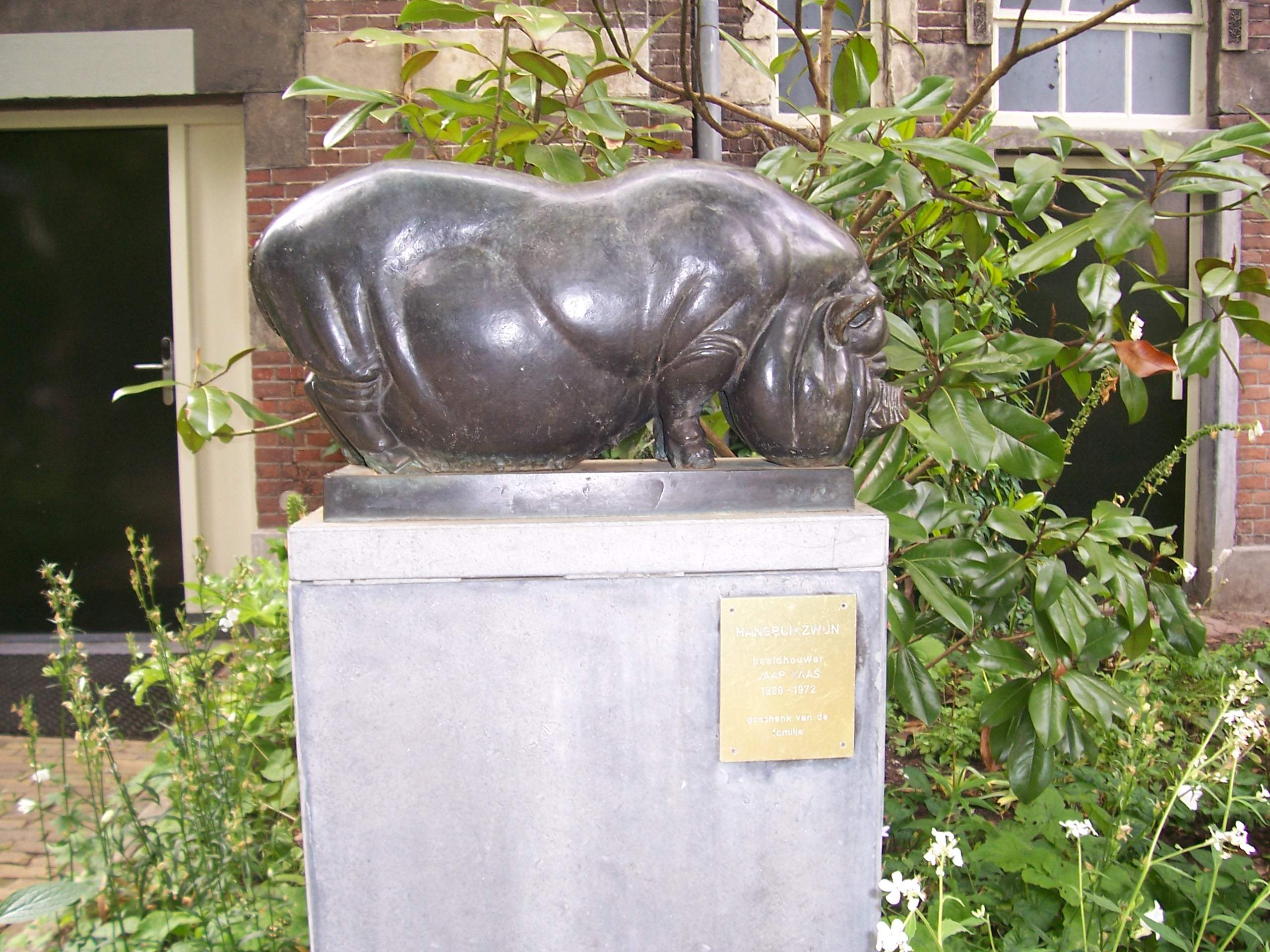
Hängebauchschwein

## Varia
- Der Park ist im Besitz eines Briefes von Charles Darwin, in dem er um die Meinung des Zoodirektors zu seiner später als revolutionär angesehene Ansicht zum Thema Evolution bittet.

- Der letzte Quagga in Gefangenschaft starb in Artis am 12. August 1883.

- Die im September 2014 eröffnete Abteilung "Micropia" ist der weltweit erste Zoo für Bakterien und Viren.